# Strandvägskajen

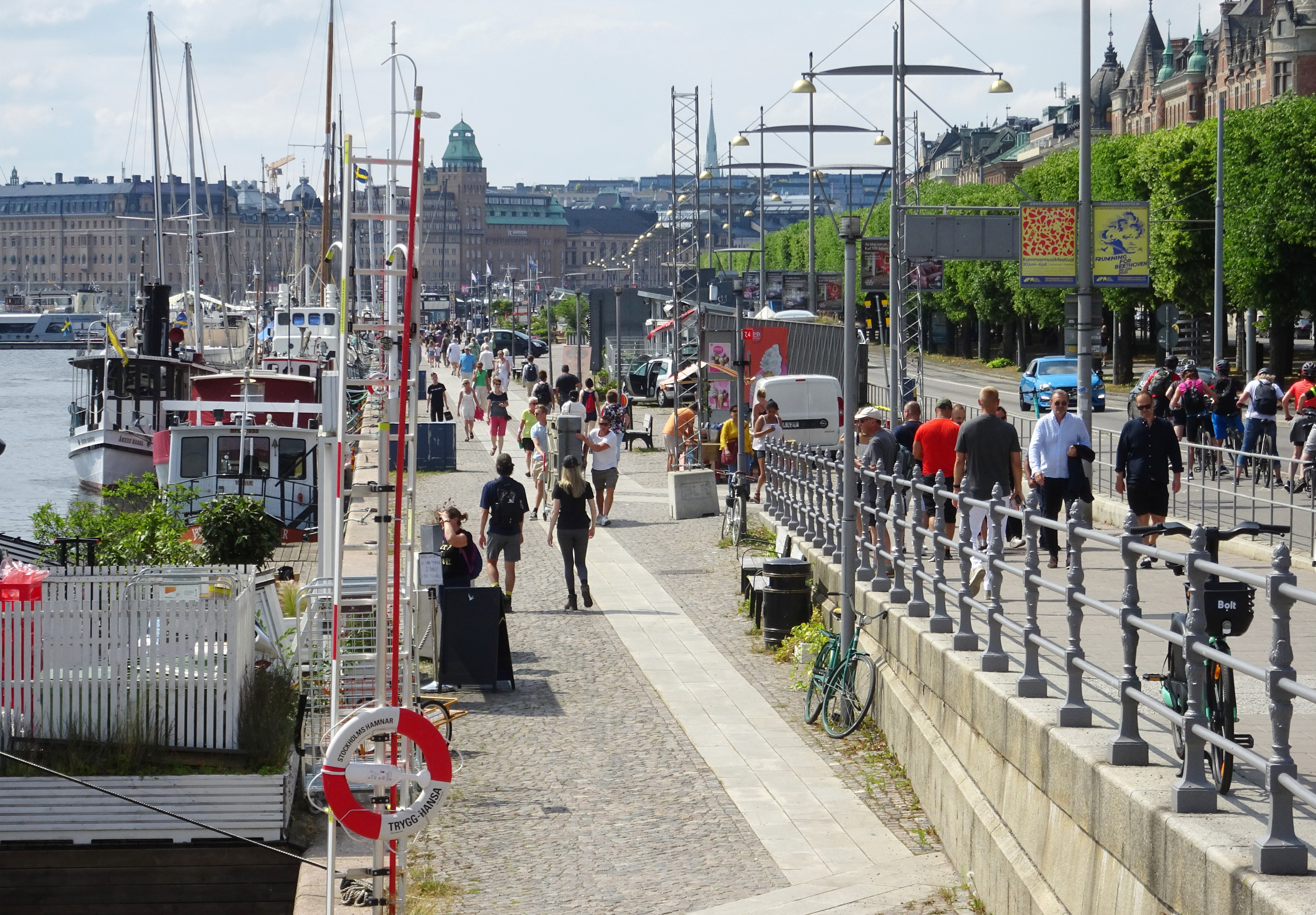
Strandvägskajen västerut, juni 2022.

Strandvägskajen (även kallad Strandvägshamnen) är ett kaj- och hamnområde beläget mellan Ladugårdslandsviken och Strandvägen på Östermalm i Stockholm. Strandvägskajen sträcker sig från Nybroviken i väster och Nobelparken i öster. Kajen anlades på 1860- och 1870-talen. Den är cirka 900 meter lång (med avbrott för Djurgårdsbron), omkring 20 meter bred och vattendjupet vid kajkant är mellan 1,2 och 3,6 meter. Enligt Stockholms stadsbyggnadskontor utgör kajen en av Stockholms viktigaste och vackraste allmänna platser. I januari 2020 fastställdes en detaljplan för kajområdet vars syfte är bland annat ”att möjliggöra en långsiktigt välfungerande och attraktiv utveckling av kajmiljö som helhet”.

## Historik

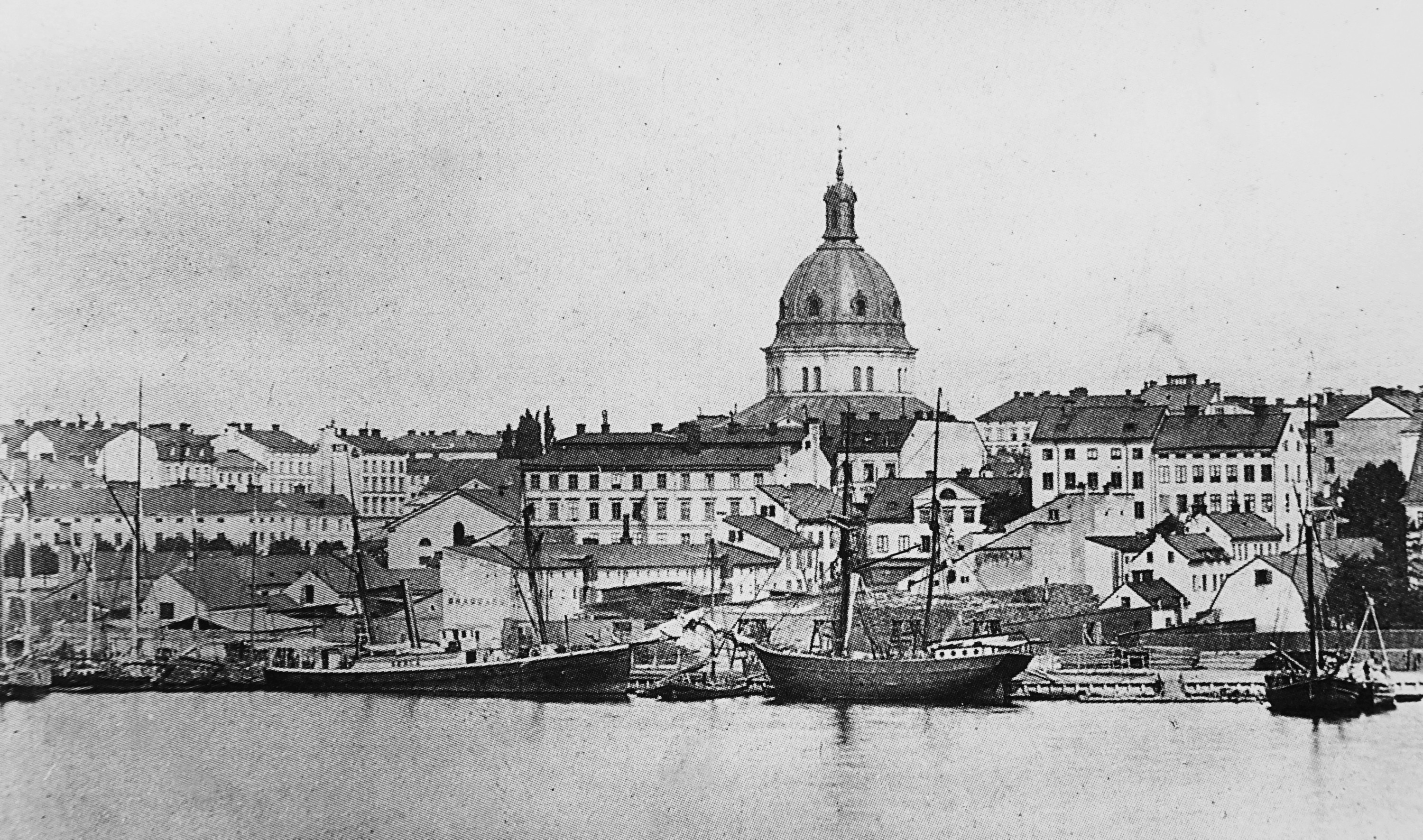
Ladugårdslandsviken omkring 1870.

Strandvägskajens historik är intimt förknippat med tillkomsten av Strandvägen. Den äldsta sjöfartsrelaterade verksamheten i området var skeppsvarvet Terra Nova (även kallad Köpmannavarvet) som existerade mellan 1716 och 1817 och fanns ungefär där kvarteren Korporalen och Sergeanten (Strandvägen 29–41) nu ligger. Här byggdes många ostindiefarare, bland dem bland annat Götheborg 1738, vars replik, Ostindiefararen Götheborg, byggdes i Göteborg 1995–2003.
I mitten av 1800-talet fanns här bland annat ångsåg, sillupplag, skjul och lagerlokaler. Mellan 1819 och 1880 hade Veterinärinrättningen i Stockholm sina lokaler i kvarteret Krabaten (Strandvägen 11-15).
Redan 1857 började man diskutera en kaj som skulle sträcker sig från Ladugårdslandsbron i väster till Gamla Djurgårdsbron i öster. En rak stensatt kaj skulle ersätta den oregelbundna strandlinjen utefter Ladugårdslandsviken. Här fanns en blandning av bryggor, sjöbodar och båthus och bebyggelsen var sliten och skräpig

## Strandvägskajen blir till
I de diskussioner som uppstod kring Ladugårdslands strandgatas (Strandvägens) tillkomst målade en av dess förespråkare ut följande framtidsvision: "Med ståtliga moderna byggnader och med de skuggiga alléerna i sin mitt ledande till Stockholms mest besökta, vackraste och mest omväxlande förlustelseort samt en med fartyg beklädd kaj och fri utsikt över större delen av hamnen skulle vi få en gata, vars make knappt skulle finnas i Europa."
År 1859 presenterade chefen för stadens vattenbyggnader, Edvard von Rothstein, ett stadsplaneförslag med en bred, kajförsedd och trädplanterad gata som i väster fortsatte i Nybrokajen. I december 1861 började gatans och kajens anläggningsarbeten med omfattande utfyllningar (totalt knappt 422 200 m³) och pålningar som pågick till 1876. Hela kostnaden förutom planering och plantering uppgick till 1 065 402:31 kronor.

### Historiska bilder

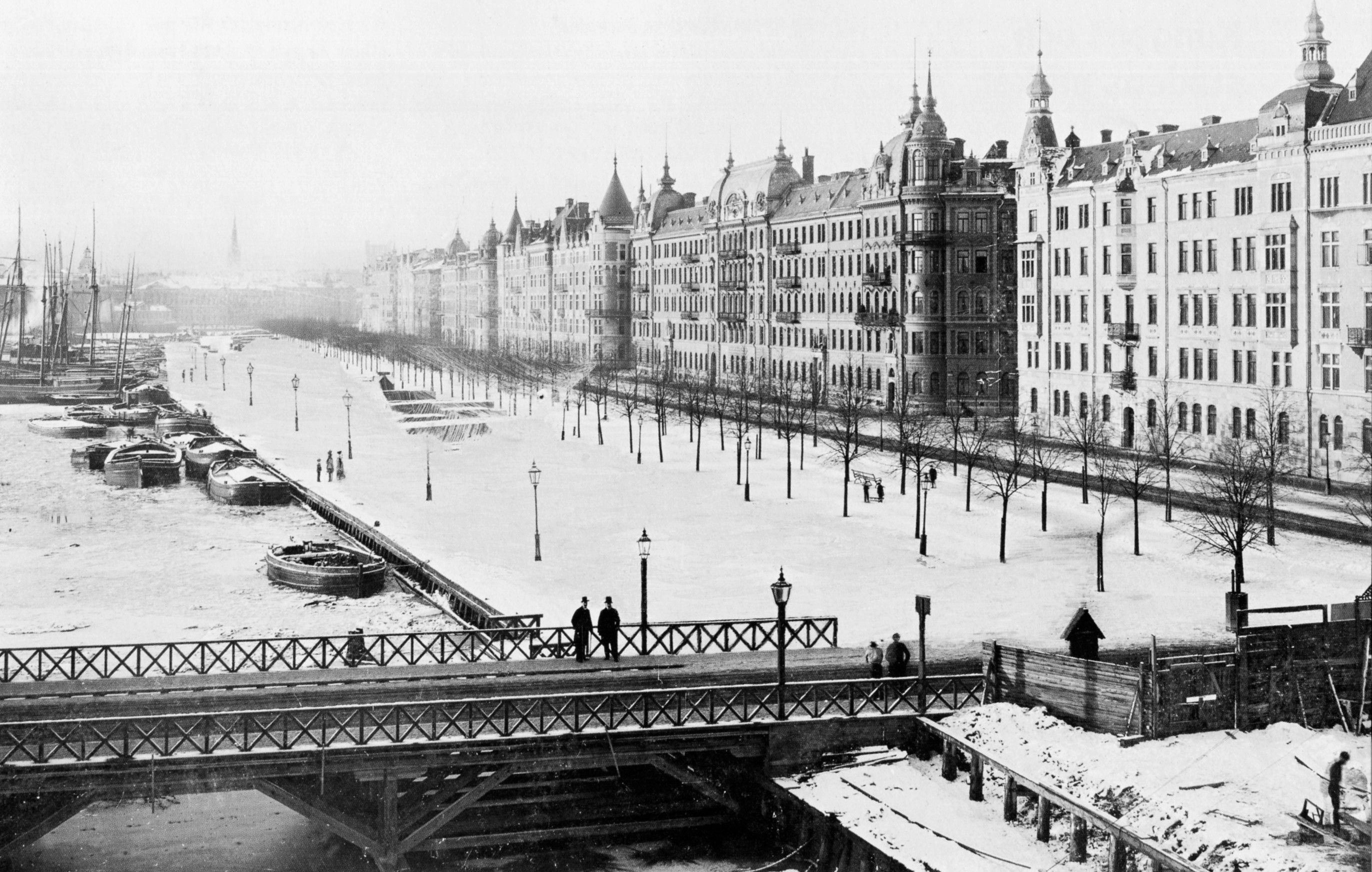
Strandvägen och kajen 1897.
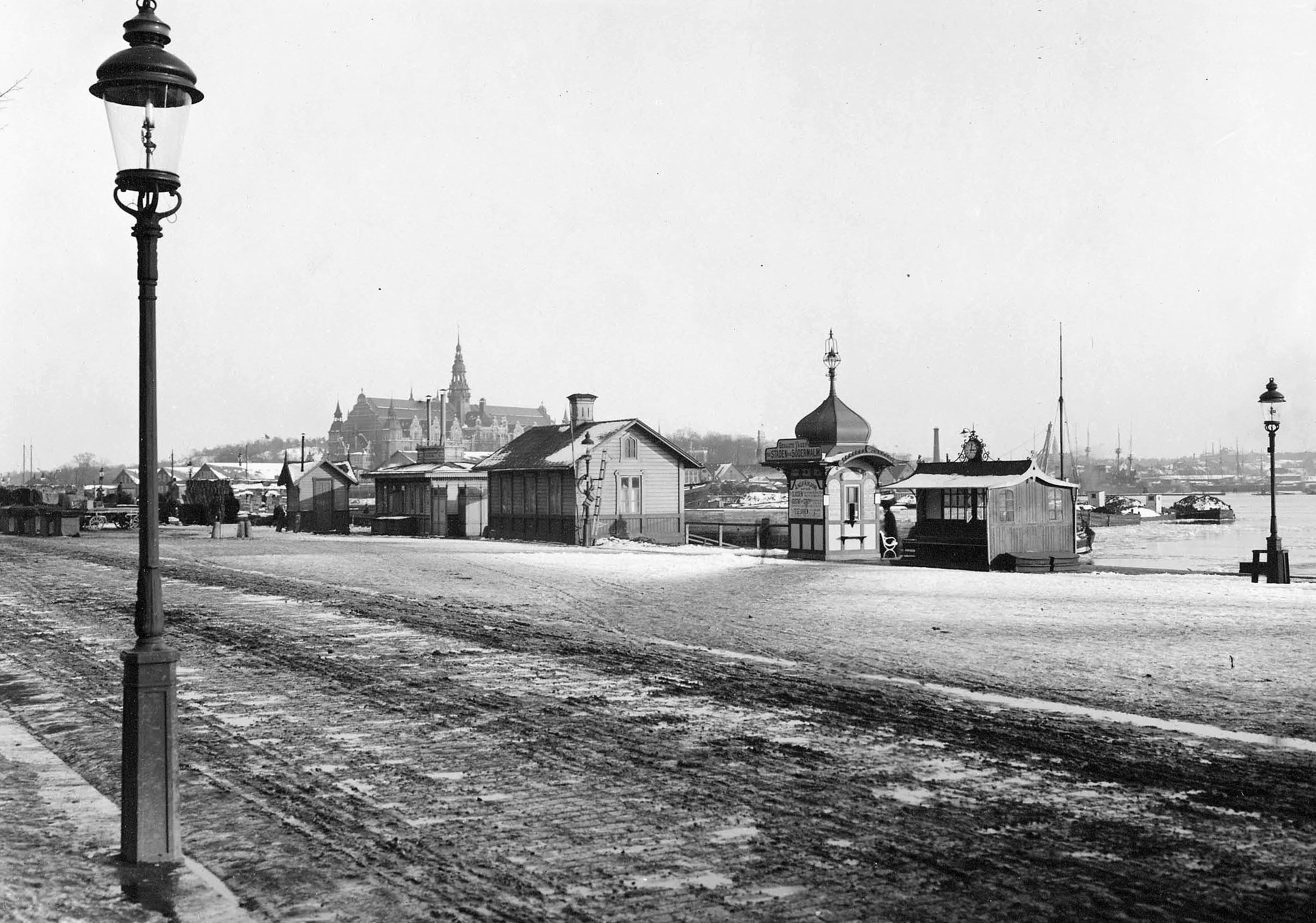
Grevbrons ångbåtsbrygga omkring 1910.
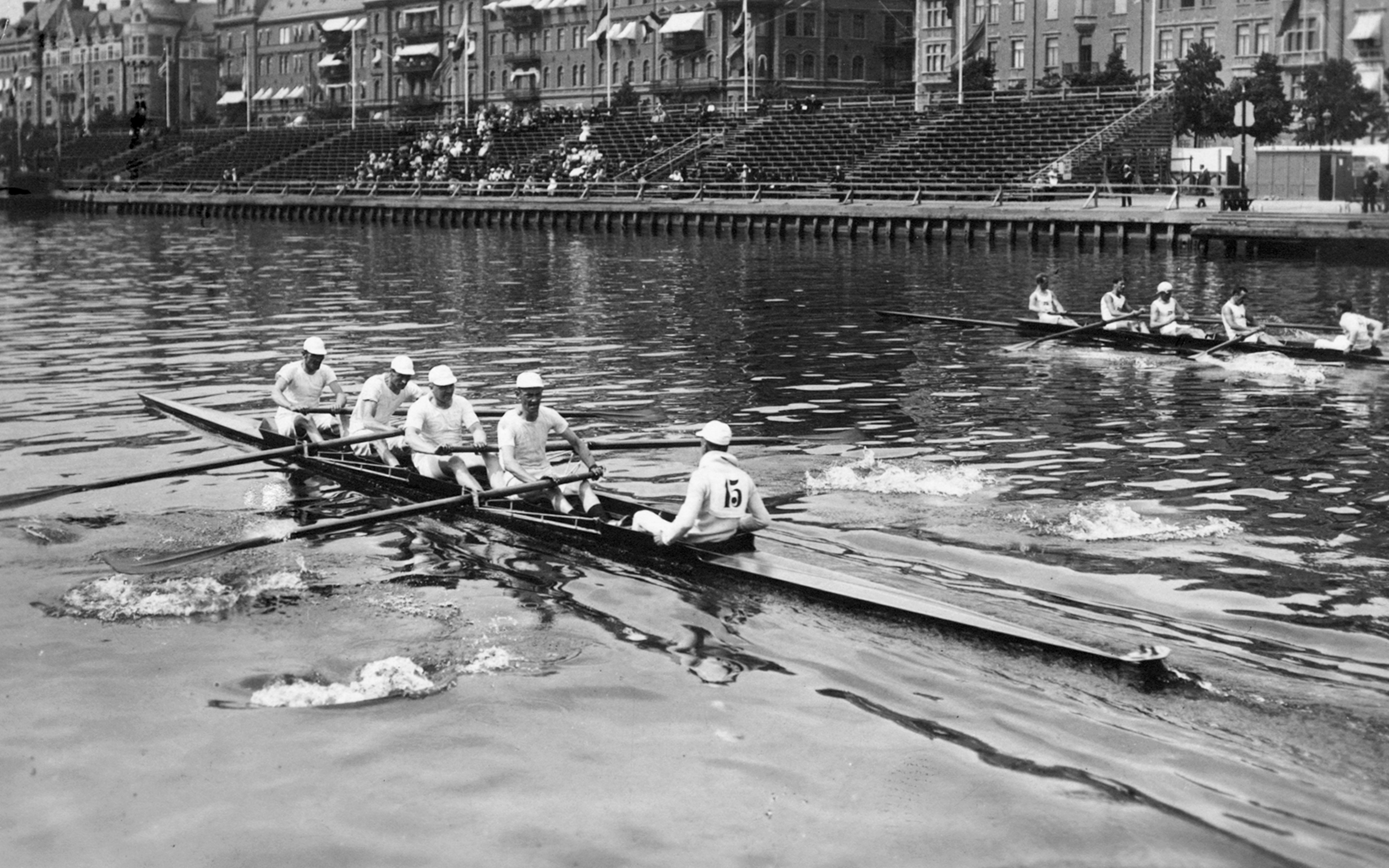
Rodd vid olympiska sommarspelen 1912, på Strandvägskajen fanns åskådarläktarna.
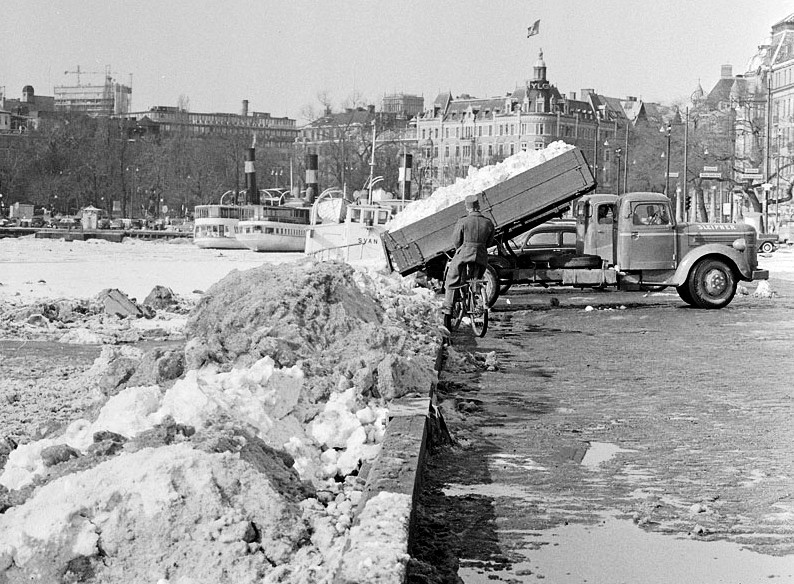
Snötippning 1958.

## Verksamheter

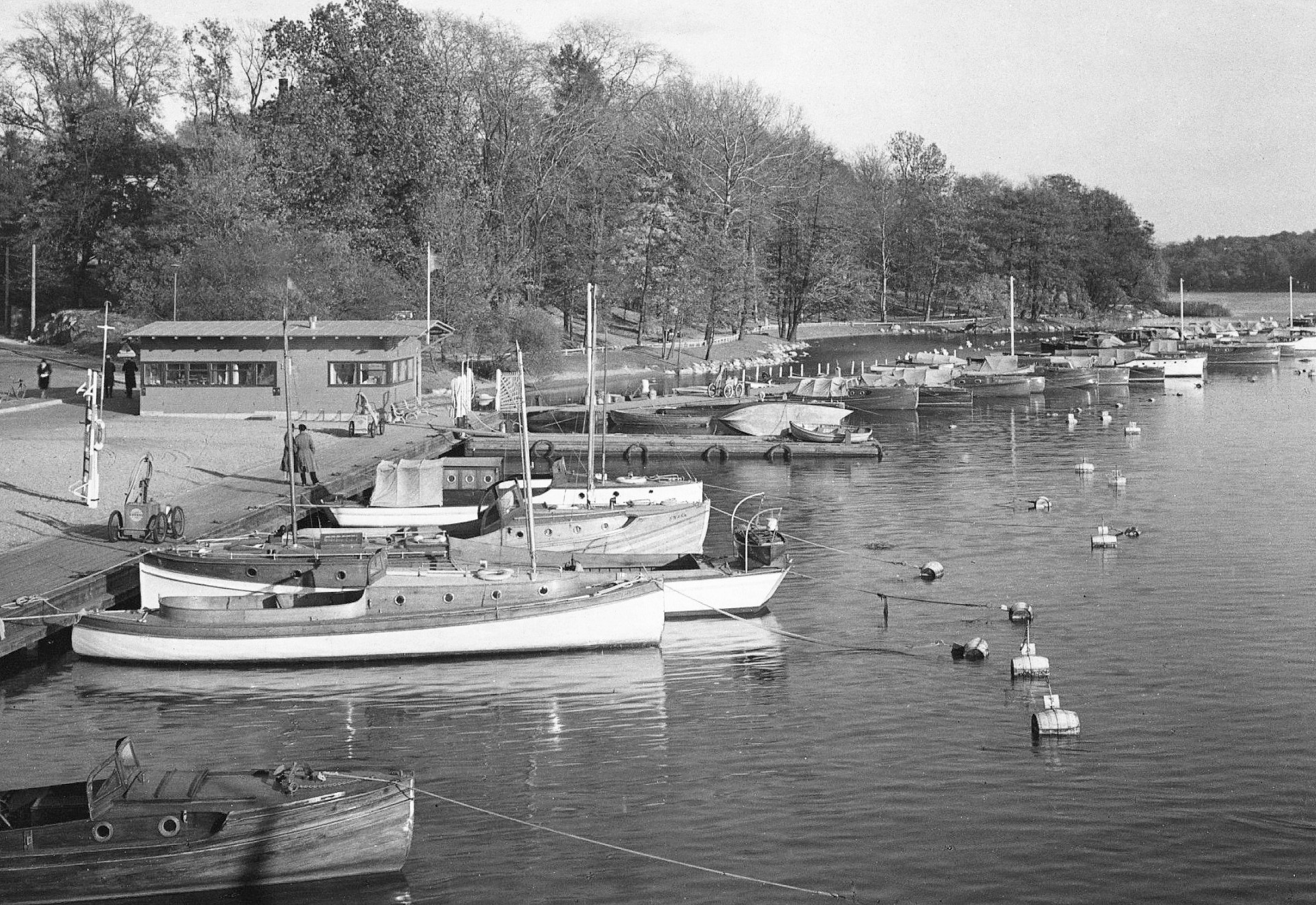
Almqvists KMK:s klubbhus, 1946.

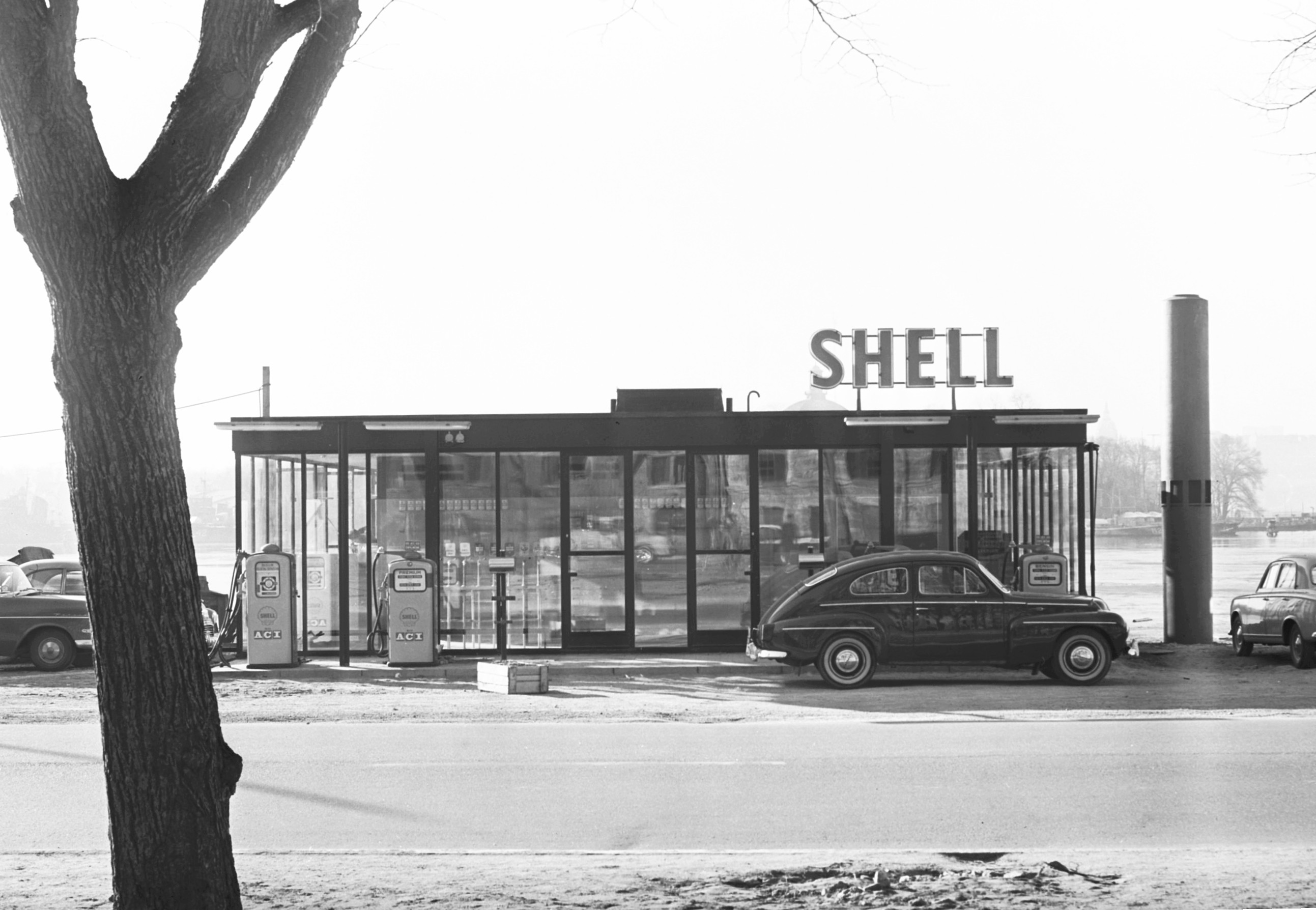
Celsings Shellstation, 1959.

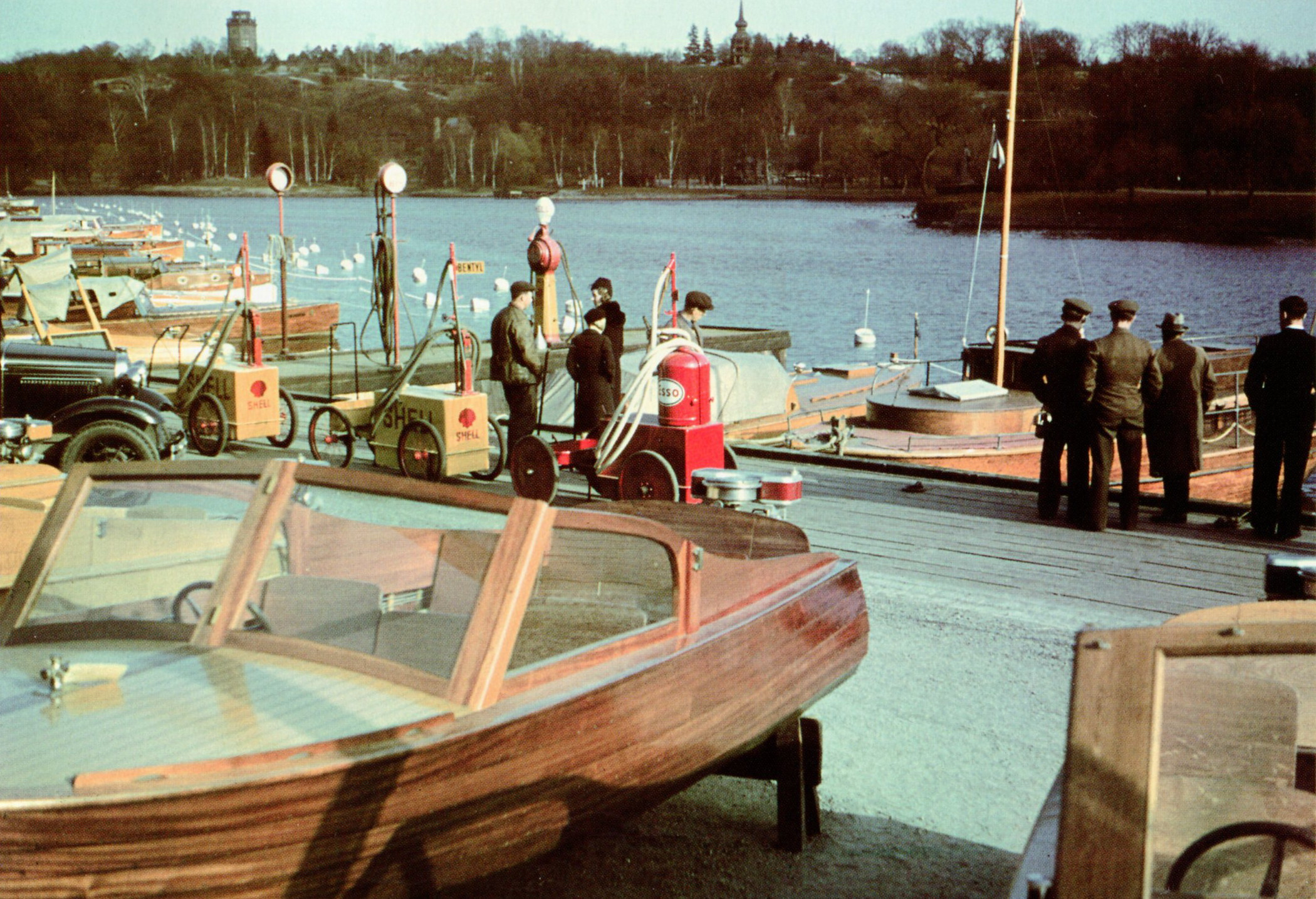
KMK:s bygga med Shell och Esso, 1930.

Den nya kajen användes till en början bland annat för lokal tillförsel av ved och byggnadsmaterial som behövdes för den omfattande byggverksamheten på Östermalm kring sekelskiftet 1900. I höjd med Grevgatan låg den så kallade Grevbron med ångbåtsbrygga. Härifrån gick ångfärjor till och från Gamla stan och Södermalm. Trafiken lades ner i mars 1924.
Därefter blev Strandvägskajen huvudsakligen en stor parkeringsplats för bilar. Det fanns fyra bensinstationer, bland dem den kända Shell-macken ritad 1954 av arkitekt Peter Celsing (se fastigheten Skeppar Svinfot). De andra var en Gulf-mack som låg i höjd med Banérgatan och en IC-station som låg i höjd med Grevgatan. Den senare hade en automatisk bensinpump som kunde matas med mynt och användas också nattetid när stationen var obemannad.
Slutligen fanns även en kombinerad Shell bil- och sjömack, belägen längst i öster vid Djurgårdshamnen nedanför Nobelparken. På 1930-talet hade Shell en pump på pontonen och på sommaren hade man mobila pumpar monterade på kärror som rullades fram till båtarna. Då var även Esso med en mobil pump på plats. Kunderna var talrika eftersom Kungliga Motorbåt Klubben (KMK) hade, och fortfarande har, sin verksamhet här. 
Idag finns bara Celsings före detta Shell-mack kvar som nyttjades efter nedläggning 2007 som skärgårdsinformation och inhyser sedan 2018 restaurangen Glashuset. Byggnaden klassas av Stadsbyggnadskontoret som kulturhistoriskt värdefull och är grönmärkt. Från äldre tider kvarstår även KMK:s klubbhus uppfört till Stockholmsutställningen 1930 och tillskriven arkitekt Osvald Almqvist. Även den byggnaden är grönmärkt och klassas av Stadsbyggnadskontoret som kulturhistoriskt värdefull.

### Miljömonumentet
Längst i väster står det så kallade Miljömonumentet. Det består av två obelisker som visar vatten- respektive luftkvaliteten med hjälp av lysande kurvor. Obelisken för luft visar vindhastighet, luftfuktighet samt koncentrationen av partiklar och kvävedioxid i Stockholms innerstad. Den för vatten indikerar hur mycket avloppsvatten som för närvarande renas i Stockholm och hur mycket kväve och fosfor finns i avloppsvattnet före och efter rening. Ju högre de lysande kurvorna stiger desto högre är respektive värde. Miljömonumentet restes 1994 som en påminnelse om vårt gemensamma ansvar för miljön. Initiativet kom från kung Carl XVI Gustaf.

## Upprustning

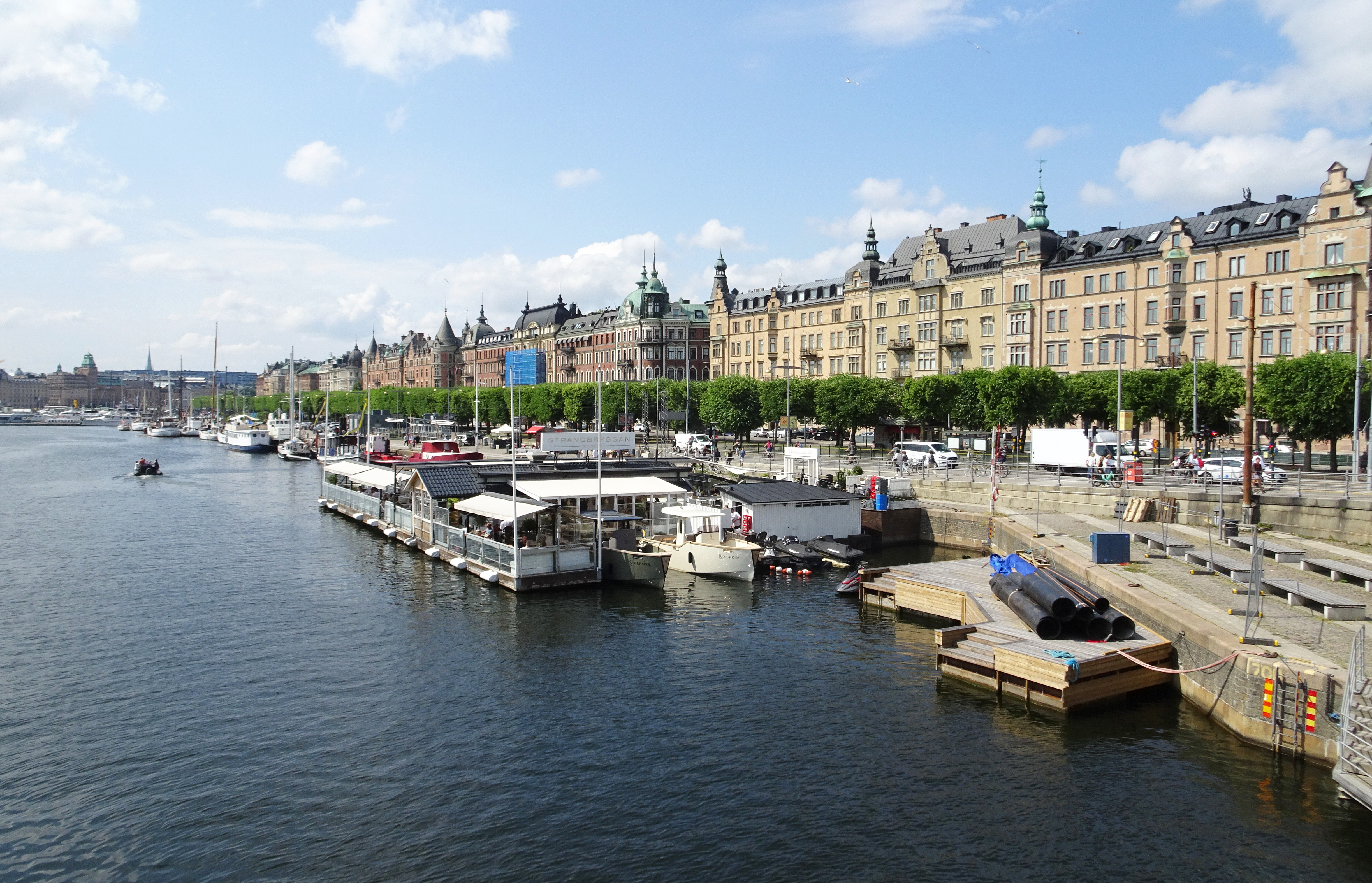
Strandvägskajen i juni 2022.

Med tiden blev Strandvägskajen en skräpig och ogästvänlig parkeringsyta där gående tvingades kryssa mellan bilar, containrar, bensinmackar och ruckel. År 2005 påbörjades ett upprustningsprogram under ledning av Stockholms hamnar som förvaltar vattenområdet och kajen. Bilparkeringarna minskades till cirka 100 platser och kajen fick ny enhetlig markbeläggning med gatsten, ny enhetlig belysning, nya bänkar, papperskorgar och plats för serveringar och glasskiosker. Förråd och underjordiska sopcontainrar ordnades för sjöfartens behov. 
Man lade stor möda på att låta uppföra estetisk tilltalande byggnader såsom serveringar och kiosker. Utmed Strandvägskajen finns idag (2022) drygt 15 olika publika verksamheter på kajen och på fartyg och pontoner i vattnet utanför. För att kajens miljö även fortsättningsvis skall hålla hög kvalitet upprättades ett gestaltningsprogram som skall vara vägledande för Strandvägskajens möblering, skyltning och verksamheter. 
På längre sikt ser Stockholms stad gärna att bilparkering försvinner helt och ersätts med en öppen plats som gestaltas för rekreativa och sociala aktiviteter. Ett annat framtidsprojekt är en sedan länge diskuterad gång- och cykelbro mellan Strandvägen och Södra Djurgården. På våren 2014 presenterade Trafikkontoret två förslag för en ny broförbindelse, en fast och en öppningsbar, och i två alternativa lägen.
Visionen från 1850-talet gick i uppfyllelse och idag utgör lindallén tillsammans med breda gångbanor, caféer, restauranger och den stensatta kajen en paradgata, "som inte har sin like vare sig i Stockholm eller i andra svenska städer".

### Nutida bilder

Verksamheter på Strandvägskajen
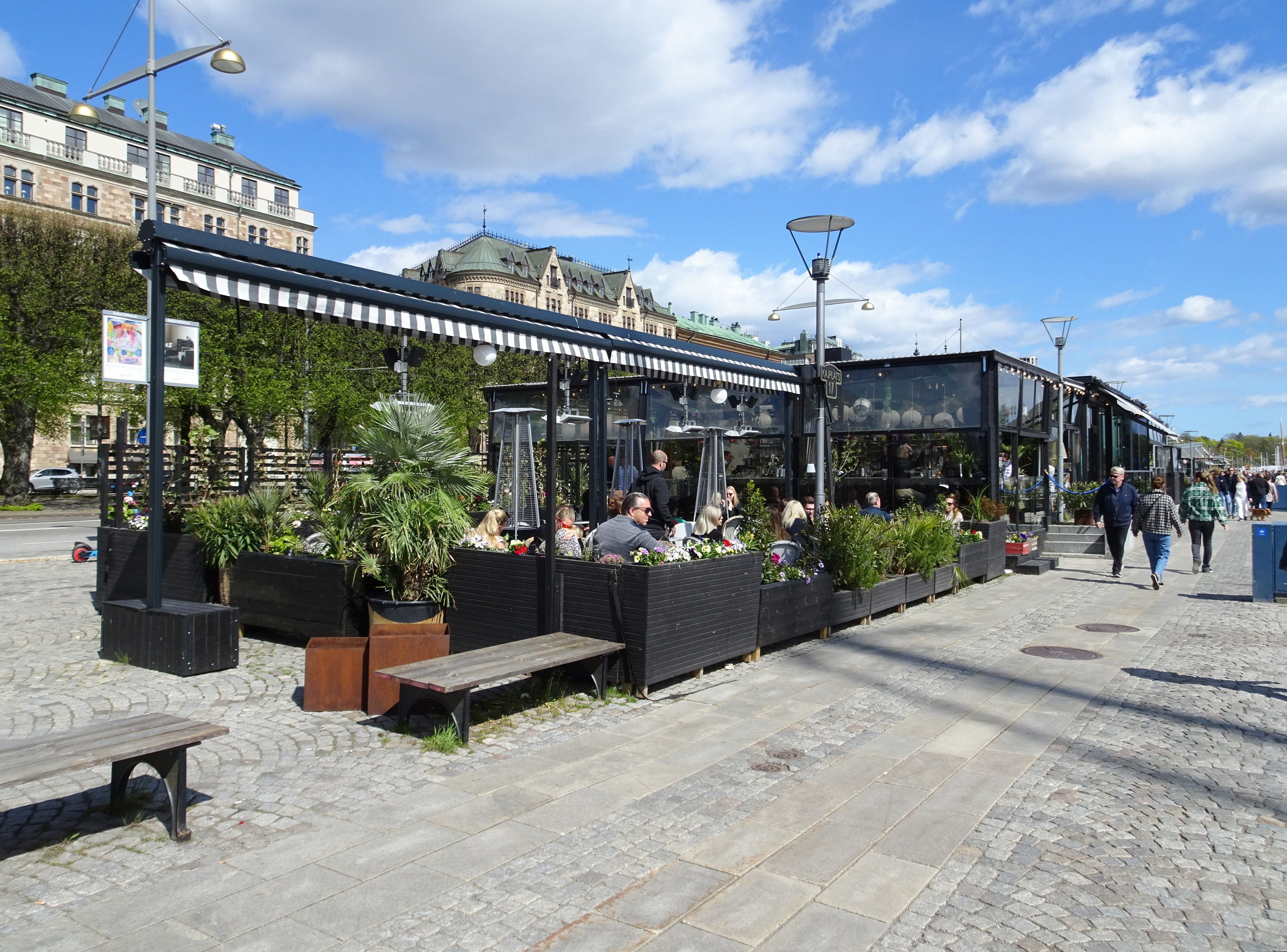
Gamla Shellmacken, nu restaurang "Glashuset".
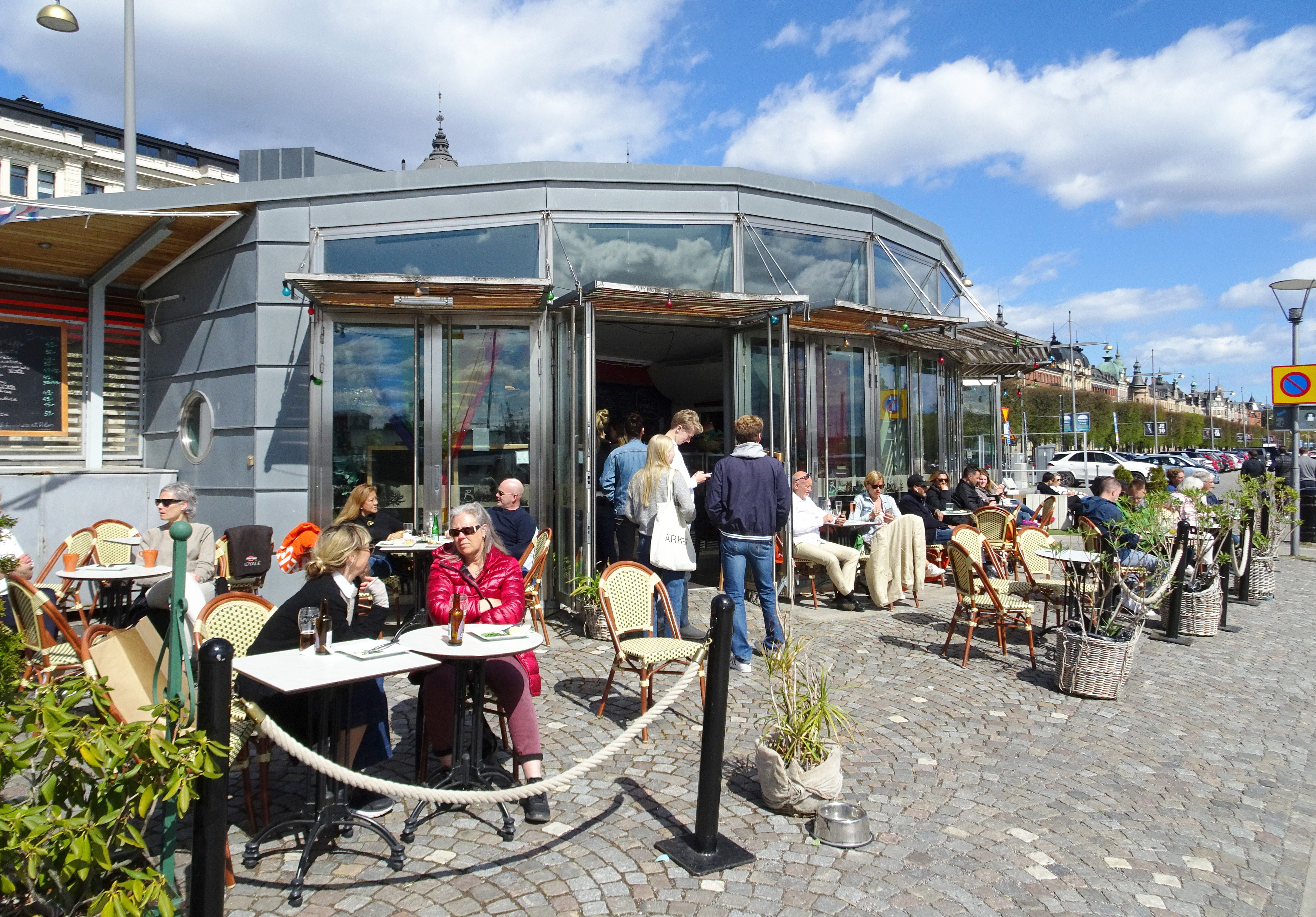
Specialritad servering, restaurang "Breeze".
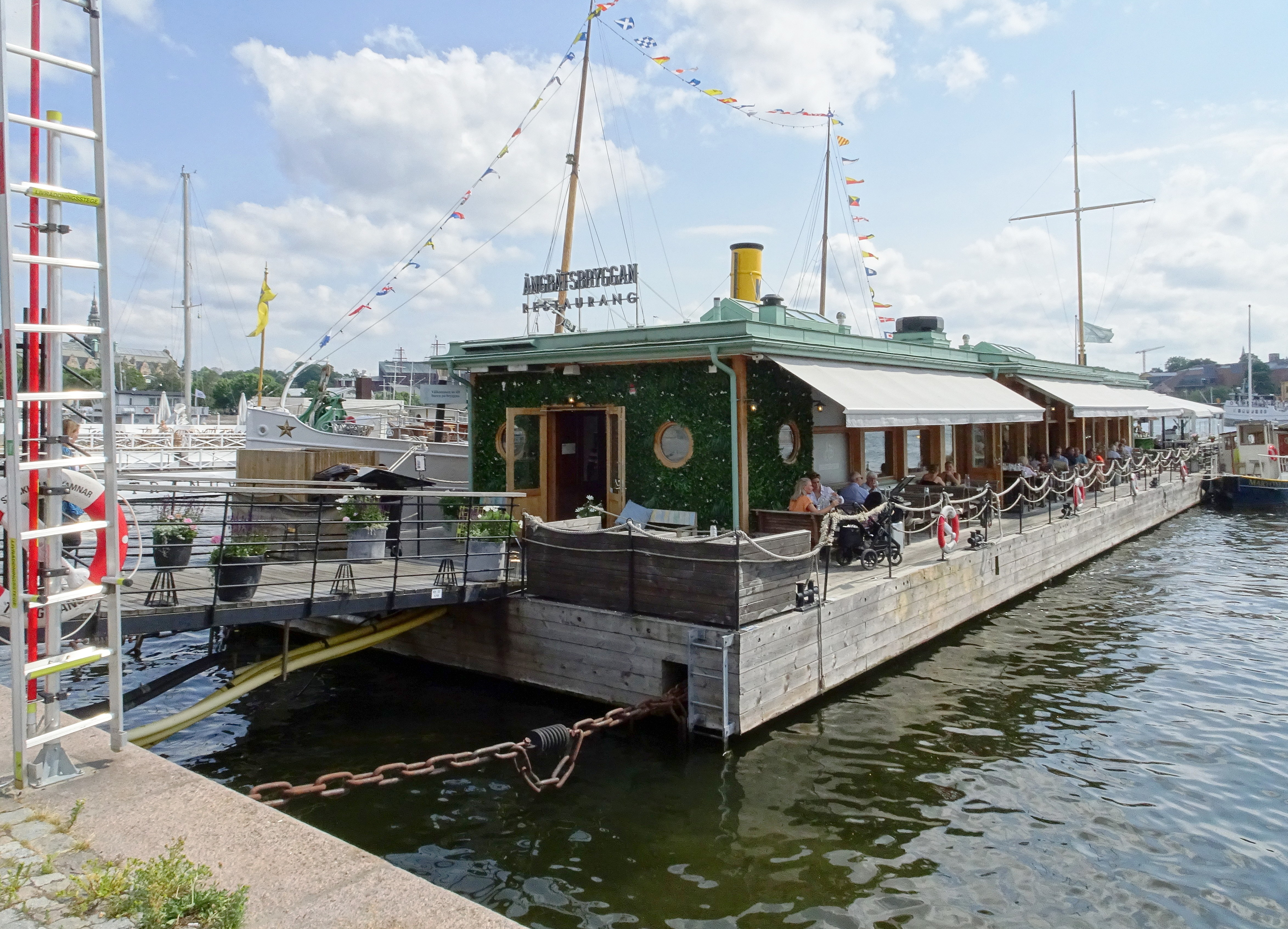
Restaurang "Ångbåtsbryggan".
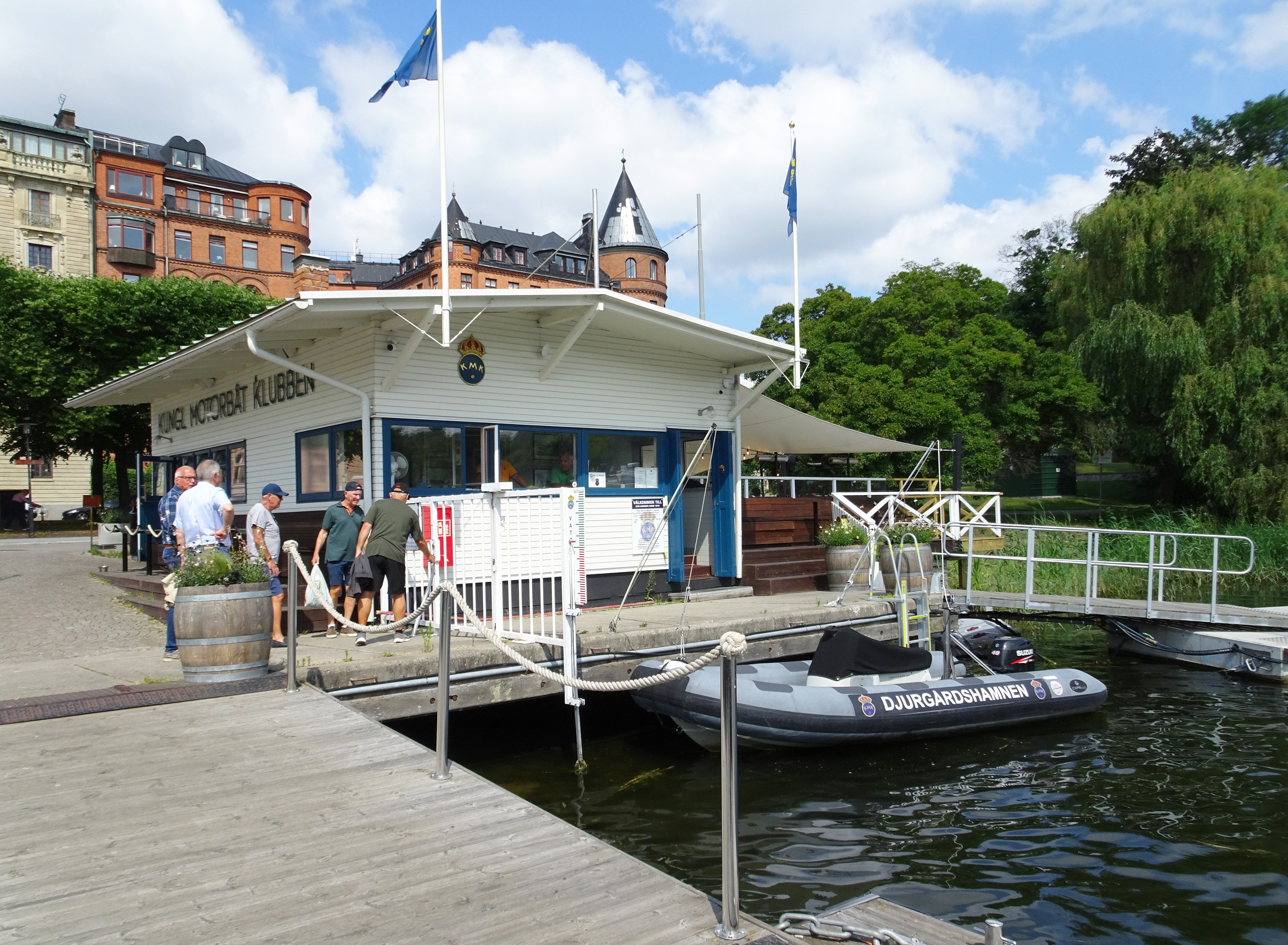
KMK:s klubbhus med café för allmänheten.

Livet på Strandvägskajen
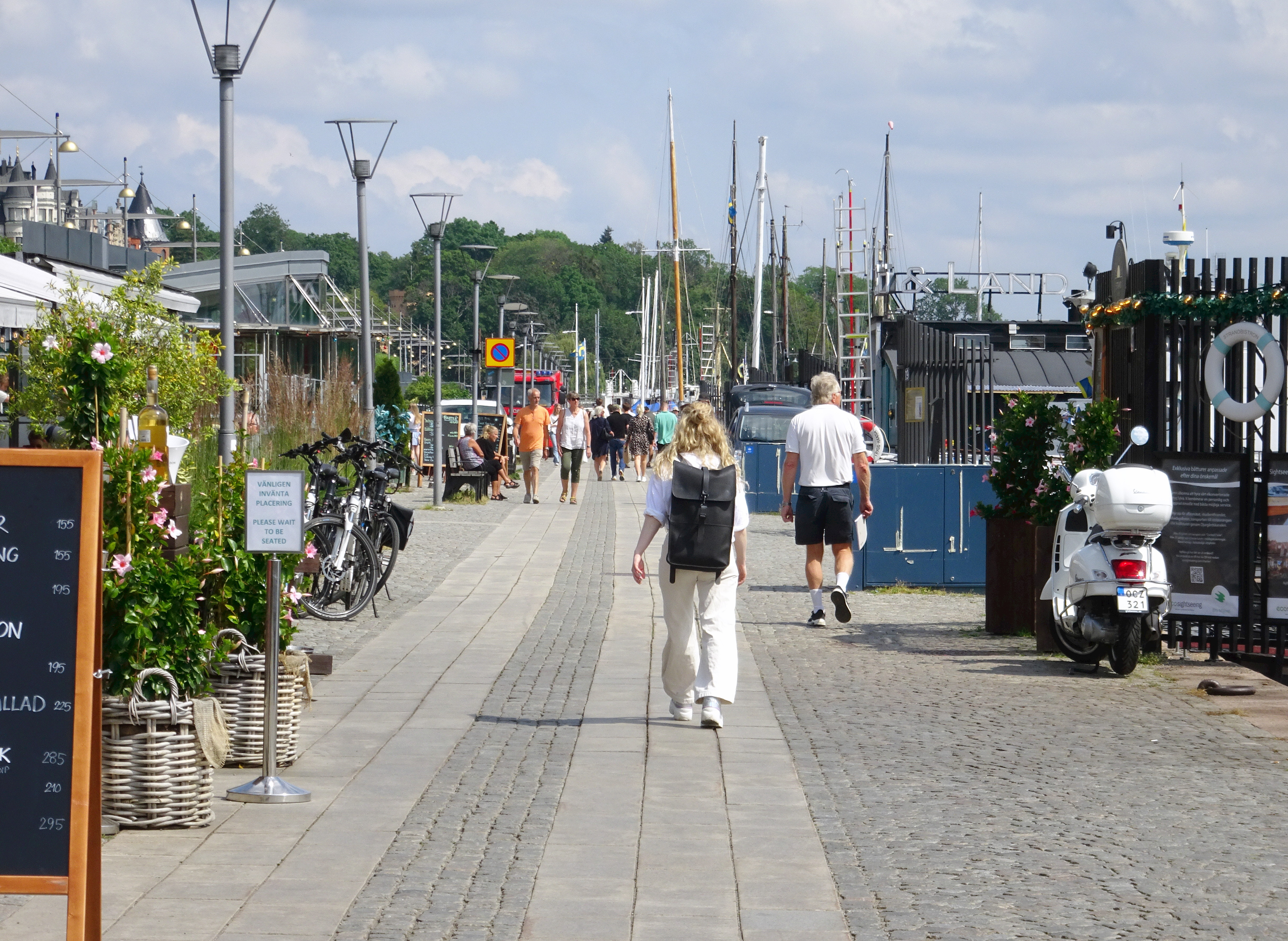
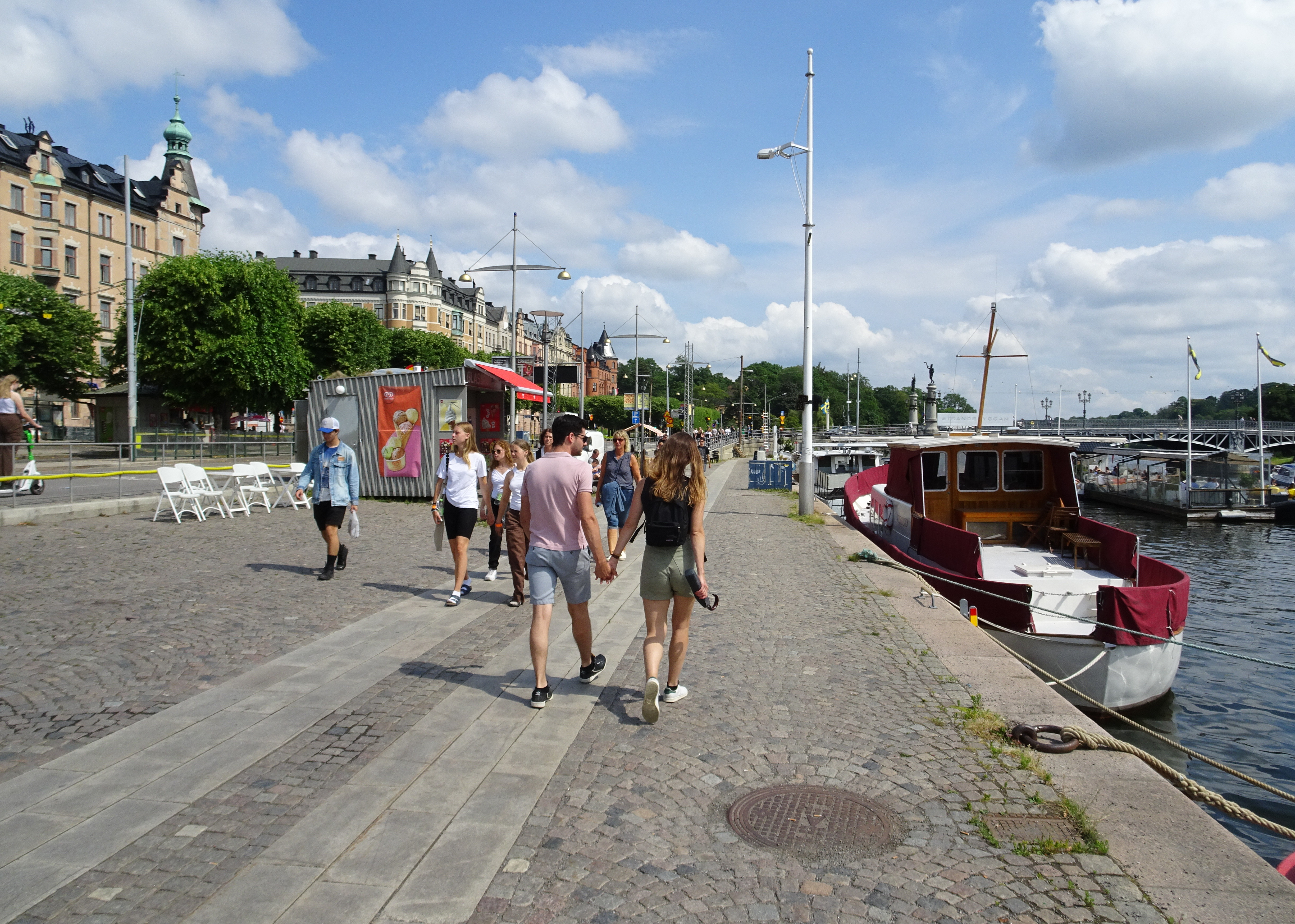
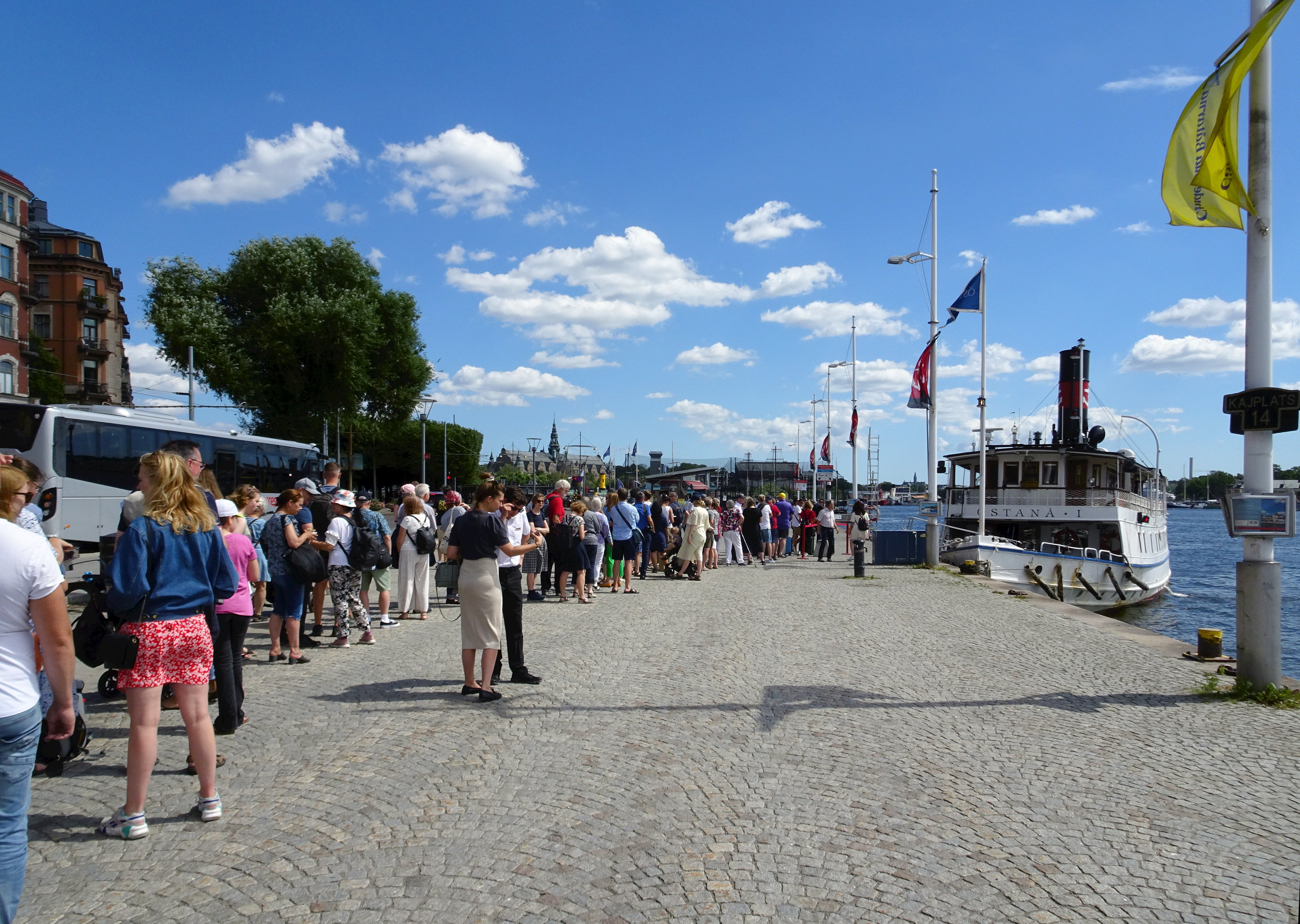
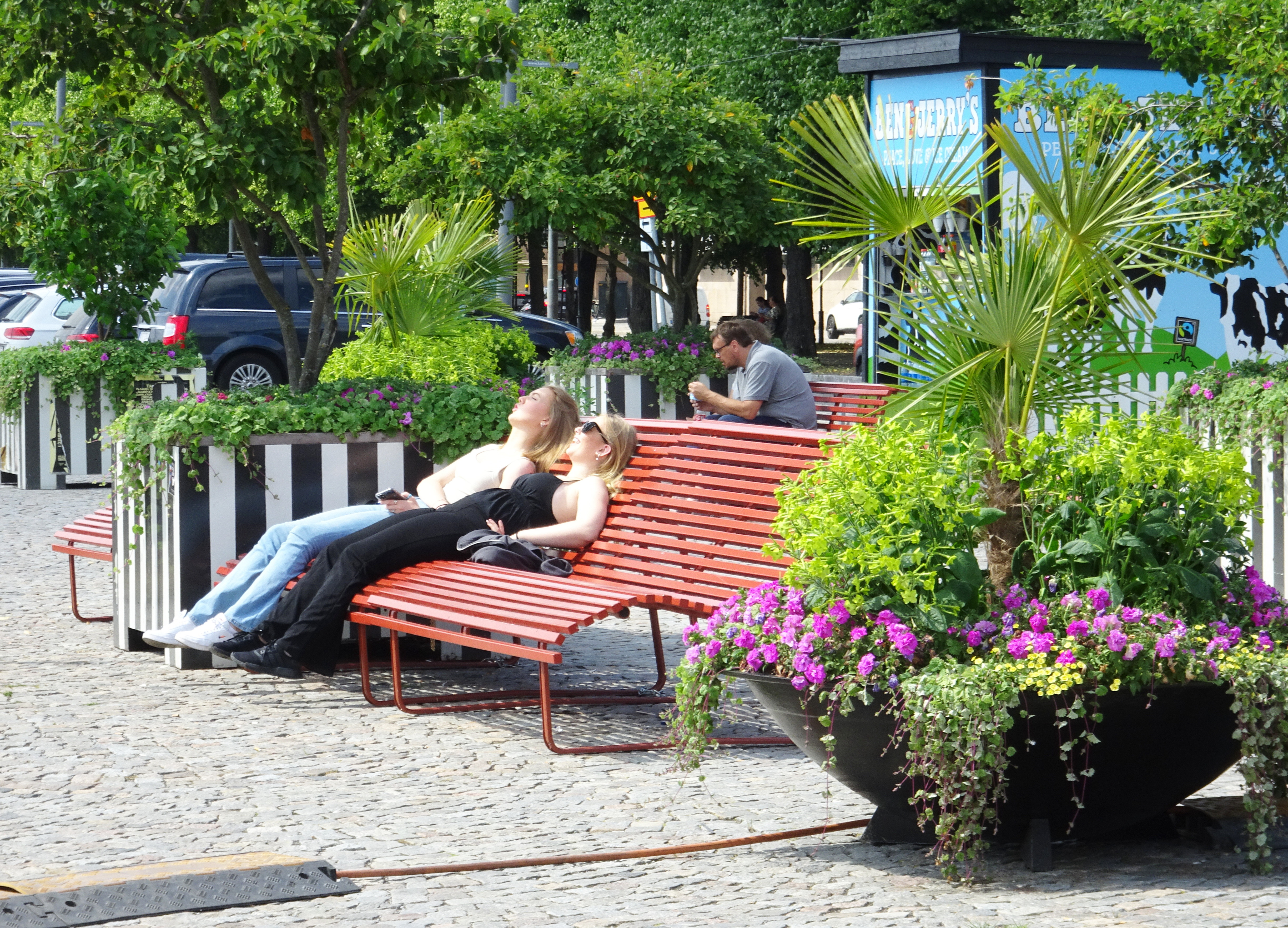